# أغنية لاعب صغير
أغنية لاعب صغير (بالإنجليزية: Ballad of a Small Player) فلم إثارة نفسية من إخراج إدوارد بيرغر، وسيناريو روان جوفي، مقتبس من رواية تحمل نفس الاسم للكاتب لورانس أوزبورن، صادرة سنة 2014. الفلم من بطولة كولين فاريل.
من المقرر أن يُعرض الفلم لأول مرة في كندا في قسم العروض الخاصة بمهرجان تورونتو السينمائي الدولي في 9 سبتمبر 2025. وإصدار محدود في الولايات المتحدة في 15 أكتوبر 2025، وفي المملكة المتحدة في 17 أكتوبر، قبل بثه على نتفليكس في 29 أكتوبر.

## الممثلون
- كولين فاريل في دور اللورد دويل
- فالا تشين في دور داو مينغ
- تيلدا سوينتون في دور سينثيا بليث
- ديني إيب
- أليكس جينينجز

## الإنتاج
الفلم من إخراج إدوارد بيرغر وسيناريو روان جوفي، استنادًا إلى رواية لورانس أوزبورن لعام 2014 بعنوان «أغنية لاعب صغير». ينتج مايك جودريدغ الفلم لصالح غود تشاوس، إلى جانب بيرغر في نيني هاورس، بالإضافة إلى ماثيو جيمس ويلكنسون. في أبريل 2024، اختير كولين فاريل لدور البطولة. ولاحقاً، انضمت تيلدا سوينتون إلى فريق التمثيل. في مايو 2024، انضمت فالا تشين إلى فريق التمثيل. في مايو 2025، أعلن عن انضمام ديني ييب وأليكس جينينغز إلى فريق التمثيل.

### التصوير
بدأ التصوير الرئيسي في 26 يونيو 2024، في ماكاو وهونغ كونغ وانتهى في 25 أغسطس.

## روابط خارجية
- أغنية لاعب صغير على موقع IMDb (الإنجليزية)
- أغنية لاعب صغير على موقع ميتاكريتيك (الإنجليزية)
- أغنية لاعب صغير على موقع روتن توميتوز (الإنجليزية)
- أغنية لاعب صغير على موقع نتفليكس (الإنجليزية)
- أغنية لاعب صغير على موقع ألو سيني (الفرنسية)
- أغنية لاعب صغير على موقع قاعدة بيانات الفيلم (الإنجليزية)
- أغنية لاعب صغير على موقع ليتربوكسد (الإنجليزية)